# Stegastes arcifrons
Stegastes arcifrons és una espècie de peix de la família dels pomacèntrids i de l'ordre dels perciformes.

## Morfologia
Els mascles poden assolir els 13 cm de longitud total.

## Distribució geogràfica
Es troba a Costa Rica i a les Illes Galápagos.